# El Buur
Ceelbuur (ou El Bur) é uma das mais antigas cidade da Somália, está localizada na região de Galguduud, 360 km a norte de Mogadíscio. Ceelbuur é a antiga capital da antiga região de Mudug, que abrangia também Galguduud. 
A cidade possuía cerca de 50.000 habitantes antes da guerra civil iniciada em 1991, após as guerra de 1991 e 1992, a cidade foi severamente destruída e milhares de habitantes se mudaram. Após 1992 a cidade tem apresentado relativa estabilidade.
- Latitude: 4° 40' 60" Norte
- Longitude: 46° 37' 0" Leste
- Altitude: 152 metros